# فابريس أسنسيو
فابريس أسنسيو (بالفرنسية: Fabrice Asensio)‏ هو لاعب كرة قدم فرنسي في مركز الدفاع، ولد في 1 أغسطس 1966 في تيل في فرنسا، وتوفي في 4 أكتوبر 2016 في ديجون في فرنسا. لعب مع نادي إيفيان ونادي تشاتيليراولت ونادي دونكيرك ونادي ليموج ونادي واسكال.

## وصلات خارجية
- فابريس أسنسيو على موقع قاعدة بيانات كرة القدم.إي يو (الإنجليزية)